# Pulau Meatimiarang
Pulau Meatimiarang är en ö i Indonesien.   Den ligger i provinsen Moluckerna, i den östra delen av landet, 2 400 km öster om huvudstaden Jakarta. Arean är 1,3 kvadratkilometer.
Terrängen på Pulau Meatimiarang är mycket platt. Öns högsta punkt är 9 meter över havet. Den sträcker sig 2,5 kilometer i nord-sydlig riktning, och 1,6 kilometer i öst-västlig riktning.